# (131763) Donátbánki
(131763) Donátbánki, désignation internationale (131763) Donatbanki, est un astéroïde de la ceinture principale.

## Description
(131763) Donatbanki est un astéroïde de la ceinture principale. Il fut découvert le 11 janvier 2002 à Piszkesteto par Krisztián Sárneczky et Zsuzsanna Heiner. Il présente une orbite caractérisée par un demi-grand axe de 2,36 UA, une excentricité de 0,17 et une inclinaison de 1,8° par rapport à l'écliptique.

## Compléments